# Viên Vịnh Nghi
Viên Vịnh Nghi (tiếng Anh: Anita Yuen Wing-yee, tiếng Trung: 袁詠儀, sinh ngày 4 tháng 9 năm 1971) là một nữ diễn viên người Hồng Kông. Cô từng là diễn viên độc quyền của hãng TVB. 
Sau khi giành vương miện hoa hậu tại cuộc thi Hoa hậu Hồng Kông năm 1990, cô bắt đầu nổi tiếng với nhiều vai diễn trong các bộ phim truyền hình của hãng TVB. Từ đầu thập niên 1990, cô cũng bắt đầu nổi danh trong làng điện ảnh Hồng Kông nhờ vẻ đẹp và khả năng diễn xuất. Sau khi giành Giải thưởng Điện ảnh Hồng Kông cho hạng mục Diễn viên mới xuất sắc nhất, cô đã liên tiếp chiến thắng tại hạng mục Nữ diễn viên chính xuất sắc nhất của Giải thưởng Điện ảnh Hồng Kông các năm 1994 và 1995.

## Tiểu sử
Viên Vịnh Nghi sinh năm 1971 tại Hồng Kông trong một gia đình gốc Đông Hoàn, Quảng Đông. Năm 18 tuổi cô ghi danh tham gia cuộc thi Hoa hậu Hồng Kông và trở thành người được trao vương miện của cuộc thi đồng thời giành luôn giải Hoa hậu ảnh. Tại cuộc thi Hoa hậu Người Hoa Quốc tế tổ chức cùng năm, Viên Vịnh Nghi giành vị trí Á hậu 1.
Sau khi giành vương miện hoa hậu, Viên Vịnh Nghi lập tức được hãng TVB mời làm diễn viên cho bộ phim truyền hình Ngã ái mai côi viên (我愛玫瑰園, 1991), tiếp đó là Ngã vi tiền cuồng và Tha lai tự thiên đường (cùng 1992). Sau khi đã tạo dựng được danh tiếng trong làng điện ảnh, Viên Vịnh Nghi vẫn tiếp tục tham gia nhiều bộ phim truyền hình như Tiếu ngạo giang hồ (vai Nhậm Doanh Doanh) hay Hoa Mộc Lan (vai Hoa Mộc Lan).
Trong năm 1992 Viên Vịnh Nghi bước chân vào điện ảnh với một vai diễn trong chuyển thể điện ảnh của tiểu thuyết Tuyệt đại song kiêu của Cổ Long. Vai diễn trong bộ phim điện ảnh thứ hai của cô, Á phi dữ ái cơ (亞飛與亞基, 1993) đã đem về cho Viên Vịnh Nghi giải Diễn viên mới xuất sắc nhất tại Giải thưởng Điện ảnh Hồng Kông. Liên tiếp trong hai năm sau đó là 1994 và 1995, Viên Vịnh Nghi đã được trao Giải thưởng Điện ảnh Hồng Kông cho Vai nữ chính xuất sắc nhất cho vai diễn của cô trong Tân bất liễu tình (新不了情, 1994) và Kim chi ngọc diệp (金枝玉葉, 1995). Năm 1994 Viên Vịnh Nghi còn đóng chung với Châu Tinh Trì trong bộ phim hài được đánh giá cao Quốc sản 007 (國產凌凌漆). Viên Vịnh Nghi còn được đề cử Giải thưởng Điện ảnh Hồng Kông với vai diễn trong một số phim khác như Hổ độ môn (虎度門, 1996) hay Ngã ái nhĩ (《我愛你, 1998). Kể từ đầu thập niên 2000 Viên Vịnh Nghi bắt đầu giảm số phim điện ảnh tham gia mỗi năm, tuy vậy cô vẫn tiếp tục đề cử Giải thưởng Điện ảnh Hồng Kông với vai diễn trong Môn đồ (門徒, 2007), bộ phim đầu tiên cô tham gia sau khi sinh con trai.
Chồng của Viên Vịnh Nghi là nam diễn viên, ca sĩ Hồng Kông Trương Trí Lâm, hai người kết hôn bí mật tại Hoa Kỳ năm 2001 và có đứa con đầu lòng vào năm 2006.

## Sự nghiệp nghệ thuật thứ bảy

### Phim truyền hình
| Năm  | Tên                                                  | Vai diễn                             | Hãng                | Giải thưởng TVB                                                                           | Ghi chú            |
| ---- | ---------------------------------------------------- | ------------------------------------ | ------------------- | ----------------------------------------------------------------------------------------- | ------------------ |
| 1991 | Tôi yêu vườn hoa hồng 《我愛玫瑰園》                 | Phương An Nhi 方安兒                 | TVB                 |                                                                                           |                    |
| 1992 | Tha lai tự thiên đường 《他來自天堂》                | Lăng San San 凌珊珊                  | TVB                 |                                                                                           |                    |
| 1999 | Hoa Mộc Lan 《花木蘭》                               | Hoa Mộc Lan                          | CTV (Đài Loan)      |                                                                                           |                    |
| 2000 | Tiếu ngạo giang hồ 《笑傲江湖》                      | Nhậm Doanh Doanh 任盈盈              | CTV (Đài Loan)      |                                                                                           |                    |
| 2001 | Tân Sở Lưu Hương 《新楚留香》                        | Tống Tây Hồ 宋西湖                   | CTS TVB             |                                                                                           |                    |
| 2002 | Tề Thiên Đại Thánh Tôn Ngộ Không 《齊天大聖孫悟空》  | Cửu Thiên huyền nữ 九天玄女          | TVB                 |                                                                                           |                    |
| 2002 | Đứa con phá sản 《方謬神探》                         | Du Tiểu Tình 游小情                  | TVB, CTV (Đài Loan) |                                                                                           |                    |
| 2004 | The River Flows Eastwards                            | Sufen                                |                     |                                                                                           |                    |
| 2004 | Nam thiếu lâm tam thập lục phòng 《南少林 三十六房》 | Lã Tứ Nương 吕四娘                   | Hồ Nam TV           |                                                                                           |                    |
| 2005 | Cô luyến hoa 《孤戀花》                              | Vân Phương 雲芳                      | CTS                 |                                                                                           |                    |
| 2006 | Cô dâu triệu phú 《真爱之百万新娘》                  | Lâm Mẫn Quân 林敏君                  | Shenzhen TV         |                                                                                           |                    |
| 2008 | Nghi tình biệt luyến 《疑情別戀》                    | Tiết Tử Dao 薛子瑤 (Zita)            | TVB                 |                                                                                           |                    |
| 2009 | Phú quý môn 《富貴門》                               | Trác Nhất Tâm 卓一心                 | TVB                 | Đề cử Nữ diễn viên xuất sắc nhất (Top 15) Đề cử Nư diễn viên được yêu thích nhất (Top 15) | (Currently airing) |
| 2015 | Đa tình giang sơn 《多情江山》                       | Hiếu Trang Hoàng thái hậu 孝莊皇太后 | Hà Nam Ảnh thị      |                                                                                           |                    |

### Phim điện ảnh
| Năm  | Tên phim                                       | Vai diễn         | Ghi chú      | Giải thưởng                                                                   |
| ---- | ---------------------------------------------- | ---------------- | ------------ | ----------------------------------------------------------------------------- |
| 2013 | Ip man: trận chiến cuối cùng                   |                  |              |                                                                               |
| 2007 | Protégé                                        | vợ của Côn       |              | Giải thưởng Điện ảnh Hồng Kông Đề cử: Nữ diễn viên phụ xuất sắc nhất (2008)   |
| 2005 | Love's Lone Flower                             | Yuanfeng         |              |                                                                               |
| 2004 | Love Trilogy                                   | Chui             |              |                                                                               |
| 2003 | Kung Fu Girls                                  |                  |              |                                                                               |
| 2000 | Don't Look Back... Or You'll Be Sorry!!        | Lisa             |              |                                                                               |
| 2000 | Lensman: Power of the Lens                     |                  | (lồng tiếng) |                                                                               |
| 2000 | Dragon Heat                                    |                  |              |                                                                               |
| 1998 | Enter the Eagles                               | Lucy             |              |                                                                               |
| 1998 | Anna Magdalena                                 | Assistant Editor |              |                                                                               |
| 1998 | Till Death Do Us Part                          | BoBo             |              | Giải thưởng Điện ảnh Hồng Kông Để cử: Nữ diễn viên chính xuất sắc nhất (1999) |
| 1997 | A Chinese Ghost Story: The Tsui Hark Animation | Xiaoqian         | (lồng tiếng) |                                                                               |
| 1997 | Hong Kong Night Club                           | Cora             |              |                                                                               |
| 1997 | God of Gamblers 3: The Early Stage             | Seven            |              |                                                                               |
| 1997 | He Comes from Planet K                         | Moon             |              |                                                                               |
| 1997 | Up for the Rising Sun                          |                  |              |                                                                               |
| 1997 | The Wedding Days                               | Rachel Lam       |              |                                                                               |
| 1996 | Entrance of the P-Side                         | Yip Yuk-Sum      |              | Giải thưởng Điện ảnh Hồng Kông Đề cử: Nữ diễn viên phụ xuất sắc nhất (1997)   |
| 1996 | Tristar                                        | Bai Xuehua       |              |                                                                               |
| 1996 | Till Death Do Us Laugh                         | Yuen Siu-Wen     |              |                                                                               |
| 1996 | Who's the Woman, Who's the Man                 | Lam Chi Wing     |              |                                                                               |
| 1996 | Twinkle Twinkle Lucky Star                     | Beautiful        |              |                                                                               |
| 1995 | Heaven Can't Wait                              | Moon Lady        |              |                                                                               |
| 1995 | Just Married                                   |                  |              |                                                                               |
| 1995 | The Chinese Feast                              | Au Ka-Wai        |              |                                                                               |
| 1995 | The Age of Miracles                            | Mrs. Sheung      |              |                                                                               |
| 1995 | Tragic Commitment                              | Lam Hiu-Tung     |              |                                                                               |
| 1995 | Thunderbolt                                    | Amy Yip          |              |                                                                               |
| 1995 | The Golden Girls                               | Mei-Ball         |              |                                                                               |
| 1995 | I Want to Go on Living                         | Yip Fan          |              |                                                                               |
| 1995 | 01:00 A.M.                                     | Fong Siu-Yin     |              |                                                                               |
| 1995 | Tricky Business                                | Moon             |              |                                                                               |
| 1994 | From Beijing with Love                         | Siu Kam          |              |                                                                               |
| 1994 | He's a Woman, She's a Man                      | Lam Chi Wing     |              | Giải thưởng Điện ảnh Hồng Kông: Nữ diễn viên chính xuất sắc nhất (1995)       |
| 1994 | C'est la vie, mon chéri                        | Min              |              | Giải thưởng Điện ảnh Hồng Kông: Nữ diễn viên chính xuất sắc nhất (1994)       |
| 1994 | Crystal Fortune Run                            | Ko Kit           |              |                                                                               |
| 1994 | The True Hero                                  | Hung             |              |                                                                               |
| 1994 | I've Got You, Babe                             | Ron              |              |                                                                               |
| 1994 | The Worth of Silence                           | Kwong Mei-Chi    |              |                                                                               |
| 1994 | Crossings                                      | Mo-yung          |              |                                                                               |
| 1994 | It's a Wonderful Life                          | Shou-Kit Ho      |              |                                                                               |
| 1994 | He & She                                       | Tai Lok-Yee      |              |                                                                               |
| 1994 | I Will Wait for You                            | Cheung Wai-Sum   |              |                                                                               |
| 1994 | Taste of Killing and Romance                   | Yu-Feng          |              |                                                                               |
| 1994 | Whatever You Want                              | Ko Sau-Ping      |              |                                                                               |
| 1994 | Tears and Triumph                              | Sai Ming-Jun     |              |                                                                               |
| 1993 | A Warrior's Tragedy                            | Ting Ling-Lam    |              |                                                                               |
| 1993 | Prince of Portland Street                      | Yao-Yao          |              |                                                                               |
| 1993 | Tom, Dick, and Hairy                           | Fong             |              |                                                                               |
| 1993 | The Incorruptible                              | Joss Lee         |              |                                                                               |
| 1993 | Deadly China Hero                              | Miss Nine        |              |                                                                               |
| 1993 | Legend of the Liquid Sword                     | Red              |              |                                                                               |
| 1993 | Sword Stained with Royal Blood                 | Jade Ho          |              |                                                                               |
| 1993 | He Ain't Heavy, He's My Brother                | Yee/Lynn         |              |                                                                               |
| 1992 | The Days of Being Dumb                         | Jane             |              | Giải thưởng Điện ảnh Hồng Kông: Diễn viên mới xuất sắc nhất (1993)            |
| 1992 | Handsome Siblings                              | Madam Ti         |              |                                                                               |